# Sijekovac
Sijekovac (serbo: Сијековац) è un villaggio sotto il comune di Brod, in Bosnia ed Erzegovina. È il luogo dove si è verificato lo sterminio omonimo durante la guerra civile bosniaca. Prima della guerra, ovvero nel 1991, faceva 1 551 abitanti.